# Tour de Yorkshire
El Tour de Yorkshire és una competició ciclista per etapes que es disputa anualment a Yorkshire (Anglaterra). Creada el 2015, formant part del calendari de l'UCI Europa Tour.
També es disputa una prova femenina.

## Palmarès masculí
| Any  | Vencedor             | Segon                    | Tercer          |         |
| ---- | -------------------- | ------------------------ | --------------- | ------- |
| 2015 | Lars Petter Nordhaug | Samuel Sánchez González  | Thomas Voeckler |         |
| 2016 | Thomas Voeckler      | Nicolas Roche            | Anthony Turgis  |         |
| 2017 | Serge Pauwels        | Omar Fraile Matarranz    | Jonathan Hivert |         |
| 2018 | Greg Van Avermaet    | Eduard Prades i Reverter | Serge Pauwels   |         |
| 2019 | Christopher Lawless  | Greg Van Avermaet        | Edward Dunbar   |         |
| 2020 | suspesa              | suspesa                  | suspesa         | suspesa |
| 2021 | suspesa              | suspesa                  | suspesa         | suspesa |

## Palmarès femení
| Any  | Vencedor       | Segon                              | Tercer            |
| ---- | -------------- | ---------------------------------- | ----------------- |
| 2015 | Louise Mahe    | Eileen Roe                         | Katie Curtis      |
| 2016 | Kirsten Wild   | Lucy Garner                        | Floortje Mackaij  |
| 2017 | Lizzie Deignan | Coryn Rivera                       | Giorgia Bronzini  |
| 2018 | Megan Guarnier | Danielle Rowe                      | Alena Amialiússik |
| 2019 | Marianne Vos   | Margarita Victoria García Cañellas | Soraya Paladin    |
| 2020 | ajornat        |                                    |                   |